# Усть-Царева
Усть-Ца́рева (рос. Усть-Царева) — селище у складі Тотемського району Вологодської області, Росія. Входить до складу П'ятовського сільського поселення.

## Населення
Населення — 29 осіб (2010; 55 у 2002).
Національний склад (станом на 2002 рік):
- росіяни — 98 %